# Colletes tuberculatus
Colletes tuberculatus är en biart som beskrevs av Ferdinand Morawitz 1894.
Colletes tuberculatus ingår i släktet sidenbin och familjen korttungebin.

## Underarter
Arten delas in i följande underarter:
- Colletes tuberculatus anatolicus
- Colletes tuberculatus siculus
- Colletes tuberculatus tuberculatus